# Кароль Кнап
Кароль Кнап (пол. Karol Knap, нар. 12 вересня 2001, Кросно, Польща) — польський футболіст, півзахисник клубу «Краковія».

## Ігрова кар'єра

### Клубна
Першим клубом в кар'єрі Кароля Кнапа був клуб Ліги 3 «Карпати» з його рідного міста Кросно. З 2018 року футболіста почали залучати до матчів основного складу. В «Карпатах» Кнап провів два роки,після чого у 2020 році приєднався до клубу Першої ліги «Пуща» з Неполоміце.
Вже за рік, влітку 2021 року Кнап привернув до себе увагу клубу з Екстракласи «Краковія», до складу якої він перейшов у червні того року. З клубом футболіст підписав контракт до червня 2026 року. Першу гру в Екстракласі Кнап провів 24 липня 2021 року проти «Гурника» з Ленчна.

### Збірна
У 2021 році Кароль Кнап записав до свого активу три гри у складі юнацької збірної Польщі (U-20).